# Barkevious Mingo
Barkevious Levon Mingo (Belle Glade, 4 ottobre 1990) è un giocatore di football americano statunitense attualmente free agent, che gioca nel ruolo di linebacker. Fu scelto nel corso del primo giro (6º assoluto) del Draft NFL 2013 dai Cleveland Browns. Al college giocò a football all’Università della Louisiana.

## Carriera professionistica

### Cleveland Browns
Considerato uno dei migliori prospetti tra i defensive end selezionabili nel Draft NFL 2013. Il 25 aprile fu selezionato dai Cleveland Browns come sesta scelta assoluta. Il 21 luglio firmò un contratto quadriennale del valore di oltre 16 milioni di dollari. Debuttò come professionista nella settimana 2 contro i Baltimore Ravens mettendo a segno 2 tackle e un sack su Joe Flacco. Un altro sack lo mise a referto nella settimana successiva contro i Minnesota Vikings contro cui i Browns ottennero la prima vittoria stagionale e contro i Cincinnati Bengals nella settimana 4. La sua prima stagione si chiuse chiuse con 42 tackle e 5,0 sack, terzo tra i rookie, in 15 presenze, 3 delle quali come titolare.
Il primo sack del 2014, Mingo lo mise a segno nella vittoria della settimana 9 sui Tampa Bay Buccaneers ai danni di Mike Glennon. La sua seconda annata si chiuse come la precedente con 42 tackle, oltre a 2 sack e 3 passaggi deviati in 15 presenze, di cui 11 come titolare. L'anno successivo, l'ultimo a Cleveland, non mise a segno alcun sack ma fece registrare il primo intercetto in carriera nella settimana 6 contro i Denver Broncos.

### New England Patriots
Il 25 agosto 2016, Mingo fu scambiato con i New England Patriots per una scelta del quinto giro del Draft 2017. Il 5 febbraio 2017 vinse il suo primo Super Bowl, il LI, vinto dai Patriots contro gli Atlanta Falcons con il punteggio di 34-28 ai tempi supplementari (prima volta nella storia del Super Bowl).

### Indianapolis Colts
Nel 2017, Mingo firmò un contratto di un anno con gli Indianapolis Colts, con cui disputò tutte le 16 partite, 6 delle quali come titolare, con un primato personale di 47 tackle e 2 sack.

### Seattle Seahawks
Il 14 marzo 2018 Mingo firmò un contratto biennale del valore di 10,1 milioni di dollari con i Seattle Seahawks.

### Houston Texans
Il 31 agosto 2019 Mingo fu coinvolto nello scambio che portò Jadeveon Clowney a Seattle, venendo ceduto agli Houston Texans.

### Chicago Bears
Il 3 aprile 2020 Mingo firmò un contratto di un anno con i Chicago Bears.

## Palmarès

### Franchigia
- Super Bowl : 1

New England Patriots: LI
- American Football Conference Championship: 1

New England Patriots: 2016